# باشگاه فوتبال استقلال تهران در فصل ۷۶–۱۳۷۵
فصل ۷۶–۱۳۷۵ پنجاه و یکمین سال حضور تیم فوتبال باشگاه استقلال در مسابقات فوتبال در ایران بود. استقلال در این فصل در مسابقات جام آزادگان ۷۶–۱۳۷۵ شرکت کرد و در پایان مسابقات با کسب ۴۱ امتیاز به رتبه ششم لیگ بسنده کرد. مسابقات این فصل با بی‌نظمی کامل برگزار شد به طوری که بازی پایانی این فصل از لیگ ایران در حالی به پایان رسید که نزدیک به چهار ماه از سال ۱۳۷۶ تمام شده بود و بازی پایانی استقلال در تاریخ بیستم تیر ماه انجام شد همچنین در بازیهای جام حذفی در این فصل پس از شکست دادن فجرسپاه ارومیه و ماشین‌سازی تبریز در مرحله یک چهارم نهایی مغلوب بهمن کرج شد و از این مسابقات کنار رفت استقلال در این فصل در مسابقات جام در جام آسیا (۹۷-۱۹۹۶) نیز حاضر بود و با شکست در دو بازی نهایی رتبه‌ای بهتر از مقام چهارمی به دست نیاورد. استقلال در بازی نیمه نهایی در یک دیدار حساس در برابر الهلال عربستان با شکست در ضربات پنالتی نتوانست جواز حضور در فینال را کسب کند و همچنین در دیدار رده‌بندی تیم استقلال مغلوب تیم اولسان هیوندای کره‌جنوبی شد.
کادر فنی استقلال در این فصل در تلاطم بود و به همین خاطر آرامش در استقلال نیز وجود نداشت و یکی از بزرگترین دلایل عدم نتیجه‌گیری استقلال همین امر بود به طوری که حتی با تغییر کادر فنی نیز نتیجه‌گیری استقلال بهبود پیدا نکرد. استقلال که بازیها را با منصور پورحیدری شروع کرده بود در همان هفته‌های آغازین لیگ نام یک مربی بوسنیایی برای تصاحب نیمکت استقلال شنیده شد نام این مربی ابراهیم فاروق بود که به تهران هم سفر کرد ولی به دلایلی نامشخص تیم مدیریت استقلال با این مربی وارد قرارداد نشد و کار را با پورحیدری ادامه دادند. در تاریخ هشتم آبان علی فتح‌اله‌زاده به سمت مدیریت استقلال منصوب شدند و مدیریت جدید استقلال در اولین اقدام خود دست به تغییر در کادر فنی استقلال زد و درحالی که بازیهای نیم فصل اول استقلال در لیگ به پایان رسیده بود و استقلال دو بازی با تیم اورداباسی قزاقستان در جام در جام را در پیش رو داشت اعلام شد که پس از این دو بازی ناصر حجازی جایگزین منصور پورحیدری خواهد شد. بدین ترتیب اولین تجربه مربیگری حجازی در این وهله در استقلال بازی در برابر الهلال عربستان بود. حجازی در شرایطی سرمربی استقلال شد که دو هفته قبل تا مرز قرارداد با تیم الریان قطر پیش رفت ولی در نهایت این اتفاق رخ نداد.

## بازی‌ها

### لیگ آزادگان
| ۱۱ تیر ۱۳۷۵ ۱ | سپاهان اصفهان | ۰ – ۰ | استقلال تهران | اصفهان                  |
|               |               | گزارش |               | ورزشگاه: ۲۲ بهمن اصفهان |

| ۱۵ تیر ۱۳۷۵ ۲ | استقلال تهران                | ۲ – ۲ | ملوان انزلی                  | تهران          |
|               | پاشازاده ۱۰' · پرورشخواه ۴۴' | گزارش | محمدی ۸' (پنالتی) · زهری ۷۳' | ورزشگاه: آزادی |

| ۲۲ تیر ۱۳۷۵ ۳ | استقلال تهران     | ۲ – ۱ | ماشین‌سازی تبریز | تهران          |
|               | منصوریان ۲۰'، ۳۱' | گزارش | اصغرخانی ۶۰'    | ورزشگاه: آزادی |

| ۲۹ تیر ۱۳۷۵ ۴                                                 | ذوب‌آهن اصفهان                      | ۰– ۱  | استقلال تهران | اصفهان                                                     |
| ۱۸:۰۰                                                         | عباس سیمکانی '۶۸ · کمال حسینی  '۶۶ | گزارش | مرفاوی ۴۴'    | ورزشگاه: ۲۲ بهمن اصفهان تماشاگران: ۱۵۰۰۰ داور: جلال مرادی  |
| یادداشت: در این بازی بهزاد غلامپور یک ضربه پنالتی را مهار کرد |                                    |       |               |                                                            |

| ۵ مرداد ۱۳۷۵ ۵  | استقلال تهران                     | ۰ – ۰ | بهمن کرج              | تهران                                             |
| ۱۸:۰۰           | نوری  '۷ ورمزیار  '۴۰ زرینچه  '۷۳ | گزارش | مجیدی  '۴۷ مهدوی  '۵۶ | ورزشگاه: آزادی تماشاگران: ۳۵۰۰۰ داور: مهدی اخوان  |

| ۹ مرداد ۱۳۷۵ ۶ | شموشک نوشهر                                       | ۱ – ۳ | استقلال تهران                            | نوشهر                                                  |
| ۱۷:۳۰          | بهروز قمی  '۹ · قدیر غفاری ۲۵' · بهرام سمایی  '۶۴ | گزارش | مرفاوی ۳'، ۸' · اختر ۱۶' · مهرانپور  '۸۷ | ورزشگاه: شهدای نوشهر تماشاگران: ۶۰۰۰ داور: حسین عسگری  |

| ۱۳ مرداد ۱۳۷۵ ۷ | پاس تهران                                   | ۲ – ۲ | استقلال تهران | تهران                                             |
| ۱۸:۳۰           | غنی‌زاده ۳۷' · موسوی ۸۲' · قاسم رحمان ستایش  | گزارش | اختر ۱۸'، ۵۷' | ورزشگاه: آزادی تماشاگران: ۵۰۰۰۰ داور: جلال مرادی  |

| ۱۹ مرداد ۱۳۷۵ ۸ | استقلال تهران                                                 | ۴ – ۲ | استقلال اهواز                                                  | تهران                                                |
| ۱۸:۳۰           | پرورشخواه ۲۸' · پاشازاده ۴۳'  '۳۹ · مرفاوی ۷۴' · قلعه‌نویی ۹۰' | گزارش | حردانی ۱۴' · نادریان‌فر ۵۳' · علی فرتوت  '۷۲ · حبیب خدریان  '۸۱ | ورزشگاه: آزادی تماشاگران: ۲۰۰۰۰ داور: محمدعلی فروغی  |

| ۲۵ مرداد ۱۳۷۵ ۹ | پلی‌اکریل اصفهان                                                      | ۲ – ۰ | استقلال تهران                          | اصفهان                                |
| ۱۷:۴۵           | مومنی ۳۸' · میرزا استواری  '۴۹ · زارع  '۵۸ · مجدمی  '۶۱ · مظاهری ۸۰' | گزارش | پاشازاده  '۳۰ خرمگاه  '۵۷ زرینچه  '۷۶  | ورزشگاه: تختی اصفهان تماشاگران: ۲۵۰۰۰ |

| ۳۱ مرداد ۱۳۷۵ ۱۰ | استقلال تهران            | ۱ – ۱ | کشاورز تهران                                                      | تهران                                               |
| ۱۸:۰۰            | منصوریان ۶۶' · تقوی  '۶۸ | گزارش | مهدی اکبری معاف  '۸ · همدانی  '۶۹ · بختیاری‌زاده  '۸۵ · جمشیدی ۸۵' | ورزشگاه: آزادی تماشاگران: ۲۰۰۰۰ داور: عبود سنگاشکن  |

| ۲۳ شهریور ۱۳۷۵ ۱۱ | استقلال تهران                           | ۲ – ۲ | برق شیراز                                                                      | تهران                                             |
| ۱۸:۰۰             | منصوریان ۵۲' · خرمگاه  '۷۷ · مرفاوی ۸۵' | گزارش | رنجبران ۵۴'، ۶۸' · خسرو دانشمند  '۷۵ · مسعود خرم‌زی  '۸۷ · داریوش صبوری‌راد  '۸۸ | ورزشگاه: آزادی تماشاگران: ۳۰۰۰۰ داور: حسین عسگری  |

| ۲۸ شهریور ۱۳۷۵ ۱۲ | تراکتورسازی تبریز                    | ۲ – ۱ | استقلال تهران                    | تبریز                                 |
|                   | حلالی ۵' · حسین‌دخت ۷۰' · احمدزاده '؟ | گزارش | مرفاوی ۱۰' · مهرانپور · حاج‌اکبری | ورزشگاه: تختی تبریز تماشاگران: ۲۵٬۰۰۰ |

| ۵ مهر ۱۳۷۵ ۱۳ | استقلال تهران                                  | ۲ – ۱ | صنعت نفت آبادان                                                    | تهران                            |
|               | مرفاوی ۳'، ۴۳'  '۲۶ · ورمزیار  '۲۲ · نوری  '۸۰ | گزارش | مکوندی  '۴۰ · سراج  '۴۸ · وشاهی‌پور  '۵۸ · عوده‌پور ۶۲' · بریهی  '۷۱ | ورزشگاه: آزادی داور: احمد ابهران |

| ۲۰ مهر ۱۳۷۵ ۱۴ | پیام مقاومت خراسان    | ۲ – ۱ | استقلال تهران | مشهد               |
|                | احمدیان ۴' · چینی ۷۷' | گزارش | پاشازاده ۸۸'  | ورزشگاه: تختی مشهد |

| ۲۷ مهر ۱۳۷۵ ۱۵ (دربی ۴۳) | پیروزی تهران            | ۱ – ۰ | استقلال تهران            | تهران                                            |
| ۱۵:۰۰                    | مهدوی‌کیا '۸۱ · بزیک ۸۸' | گزارش | نوری '؟ '۸۵ · خرمگاه '۳۸ | ورزشگاه: آزادی تماشاگران: ۱۰۰۰۰۰ داور: جمال شریف |

| ۲۳ آذر ۱۳۷۵ ۱۶ | استقلال تهران             | ۱ – ۰ | شموشک نوشهر      | تهران                                            |
| ۱۶:۰۰          | اختر  '۷۰ · پرورشخواه ۸۹' | گزارش | بهرام سمائی  '۸۵ | ورزشگاه: آزادی تماشاگران: ۲۰۰۰۰ داور: مسعود کعبی |

| ۲ دی ۱۳۷۵ ۱۷                                   | کشاورز تهران            | ۰ – ۳ | استقلال تهران                                                        | تهران                                              |
| ۱۵:۰۰                                          | همدانی '۸۱ شیرمحمدی '۸۷ | گزارش | اختر '۲۲ · مهرانپور ۳۵' '۷۵ · مرفاوی ۴۶' · اکبریان ۷۹' · ورمزیار '۹۰ | ورزشگاه: آزادی تماشاگران: ۱۰۰۰۰ داور: عبداله باعزم |
| یادداشت: در این بازی جواد زرینچه سه پاس گل داد |                         |       |                                                                      |                                                    |

| ۶ دی ۱۳۷۵ ۱۸ | استقلال تهران                                           | ۱ – ۲ | سپاهان اصفهان                           | تهران                                             |
| ۱۵:۰۰        | پاشازاده ۱۴' · زرینچه  '۵۳ · غلامپور  '۶۶ · مرفاوی  '۸۹ | گزارش | استپانیان ۳۷' · میرزایی '۴۷ · موسوی ۸۰' | ورزشگاه: آزادی تماشاگران: ۳۰۰۰۰ داور: احمد ابهران |

| ۱۴ دی ۱۳۷۵ ۱۹ | ملوان انزلی                                          | ۲ – ۰ | استقلال تهران               | انزلی                                |
|               | علی پورموقری '۱۳ · رسول‌زاده '۴۴ ۴۷' · محمد طالبی ۹۰' | گزارش | قلعه‌نویی '۲۲ · پاشازاده '۴۵ | ورزشگاه: تختی انزلی تماشاگران: ۱۵۰۰۰ |

| ۲۱ دی ۱۳۷۵ ۲۰ | ماشین‌سازی تبریز                                                                                | ۲ – ۱ | استقلال تهران             | تبریز                                                 |
| ۱۵:۰۰         | تقی‌زاده ۹' (پنالتی) '۳۷ · اکبرپور ۵۳' · رضا حسن‌زاده '۵۶ · محمدصادق جعفری '۸۲ · حسن علیشیری '۸۳ | گزارش | غلامپور  '۳۴ · مرفاوی ۵۲' | ورزشگاه: تختی تبریز تماشاگران: ۱۸۰۰۰ داور: حسین عسگری |

| ۲۶ بهمن ۱۳۷۵ ۲۱ | استقلال تهران | ۰ – ۰ | ذوب‌آهن اصفهان                       | تهران                                                   |
| ۱۶:۰۰           |               | گزارش | آندارنیک هوسپیان '۳۰ کمال حسینی '۴۲ | ورزشگاه: آزادی تماشاگران: ۳۰۰۰۰ داور: علی نقی مصطفی‌نژاد |

| ۵ اسفند ۱۳۷۵ ۲۲                                             | بهمن کرج                                               | ۱ – ۳ | استقلال تهران                                         | تهران          |
|                                                             | عزیزی '۵۱ · حسین معمار  '۵۷ · رضایی‌منش ۶۲' · یوسفی ۶۸' | گزارش | زرینچه ۵' · رضا حسن‌زاده ۳۰' · مهرانپور ۵۲' · اختر '۶۱ | ورزشگاه: آزادی |
| یادداشت: بهزاد غلامپور ضربه پنالتی خداداد عزیزی را مهار کرد |                                                        |       |                                                       |                |

| ۱۰ اسفند ۱۳۷۵ ۲۳ | استقلال تهران | ۱ – ۲ | پاس تهران             | تهران          |
|                  | اکبریان ۱۸'   | گزارش | راستی ۲۵' · حیدری ۵۴' | ورزشگاه: آزادی |

| ۲۶ اسفند ۱۳۷۵ ۲۴                           | استقلال تهران                | ۲ – ۱ | پلی‌اکریل اصفهان                                             | تهران               |
|                                            | اکبریان ۲۰'، ۸۵' · نوری  '۴۲ | گزارش | کامبیز مجدمی  '۱۶ · علیرضا رازقیان  '۲۴ · میرزا استواری ۷۳' | ورزشگاه: تختی تهران |
| یادداشت: استقلال از حضور تماشاگر محروم بود |                              |       |                                                             |                     |

| ۲۷ فروردین ۱۳۷۶ ۲۵ | برق شیراز      | ۰ – ۰ | استقلال تهران            | شیراز                                                  |
|                    | محمد مطوری  '۸ | گزارش | حسن‌زاده  '۴۳ زرینچه  '۶۳ | ورزشگاه: شهدای ارتش تماشاگران: ۲۰۰۰۰ داور: احمد ابهران |

| ۲۹ فروردین ۱۳۷۶ ۲۶ | استقلال اهواز                                           | ۳ – ۲ | استقلال تهران                       | اهواز                                                        |
|                    | سعدی ۱۰' · حردانی ۵۲' · حمدی‌اصل ۶۲' · حشمت‌اله شیخ رباط  | گزارش | مرفاوی ۲۰' · غلامپور '۶۴ · اختر ۸۰' | ورزشگاه: تختی اهواز تماشاگران: ۲۰۰۰۰ داور: علی نقی مصطفی‌نژاد |

| ۱۴ اردیبهشت ۱۳۷۶ ۲۷                                                                            | صنعت نفت آبادان                 | ۲ – ۱ | استقلال تهران                 | آبادان                                                 |
|                                                                                                | سراج ۳۵' · عوده‌پور ۴۸' (پنالتی) | گزارش | مهرانپور ۲۸' · پرورشخواه  '۹۰ | ورزشگاه: تختی آبادان تماشاگران: ۱۵۰۰۰ داور: حسین عسگری |
| یادداشت: از نکات جالب این بازی مردود شدن دو گل بازیکنان استقلال توسط حسین عسگری داوری بازی بود |                                 |       |                               |                                                        |

| ۶ تیر ۱۳۷۶ ۲۹ | استقلال تهران                                   | ۴ – ۲ | پیام مقاومت خراسان           | تهران          |
|               | مرفاوی ۴۹'، ۵۵' · حجازی ۵۸' (پنالتی) · اختر ۶۶' | گزارش | صاحبی ۴۱'، ۸۳' · کرمی '؟ '۴۲ | ورزشگاه: آزادی |

| ۲۰ تیر ۱۳۷۶ ۳۰ (دربی ۴۴)          | استقلال تهران                                        | ۰ – ۳             | پیروزی تهران                                                | تهران                                            |
|                                   | خرمگاه '؟ '۵۷ · اکبرپور · مجیدی · پاشازاده · غلامپور | همشهری دنیای ورزش | بزیک ۳۵' · مهدوی‌کیا ۷۰' · طاهرزاده ۸۶' · میناوند · مهدوی‌کیا | ورزشگاه: آزادی تماشاگران: ۸۰٬۰۰۰ داور: جمال شریف |
| یادداشت: بازی خداحافظی فرشاد پیوس |                                                      |                   |                                                             |                                                  |

#### جایگاه در جدول
| # | تیم             | بازی | برد | مساوی | باخت | گلِ‌زده | گلِ‌خورده | امتیاز |
| - | --------------- | ---- | --- | ----- | ---- | ----- | ------- | ------ |
| ۵ | صنعت نفت ابادان | ۳۰   | ۱۱  | ۹     | ۱۰   | ۳۷    | ۳۸      | ۴۲     |
| ۶ | استقلال تهران   | ۳۰   | ۱۱  | ۸     | ۱۱   | ۴۱    | ۳۹      | ۴۱     |
| ۷ | پیام مشهد       | ۳۰   | ۹   | ۱۳    | ۸    | ۳۷    | ۳۷      | ۴۰     |
| ۸ | برق شیراز       | ۳۰   | ۱۱  | ۶     | ۱۳   | ۲۶    | ۲۷      | ۳۹     |

### جام در جام باشگاههای آسیا
| ۹ شهریور ۱۳۷۵ 1/8 نهایی                            | نوبهار نمنگان                                            | ۴ – ۱ | استقلال تهران        | نمنگان                 |
|                                                    | شات سیح ۲۰'، ۶۱' (پنالتی) · دل محمداف‌ ۴۵' · ماگامتوس ۷۰' | گزارش | ورمزیار ۴۸' (پنالتی) | ورزشگاه: مرکزی داور: ؟ |
| یادداشت: خطای پنالتی بر روی بهروز پرورشخواه رخ داد |                                                          |       |                      |                        |

| ۱۶ شهریور ۱۳۷۵ 1/8 نهایی | استقلال تهران                                                                   | ۳ – ۰ | نوبهار نمنگان | تهران                                                   |
| | ورمزیار ۱۹' · مرفاوی ۲۸' · نوری '۴۸ · ورمزیار '۸۵ · منصوریان ۸۵' · پاشازاده '۹۰ | گزارش | ایلهام شریف '۱۶ · فرهاد ماگوموئف '۲۲ · اربولات یرالیف '۳۴ · ادوارد ماماتوف  '۷۶ · انوار اسدالایف‌ '۷۹ · سعیداله توروسنوف‌ '۸۷ | ورزشگاه: آزادی تماشاگران: ۱۰۰٬۰۰۰ داور: عبدالله آل حسین |
| یادداشت: پنالتی اول به خاطر خطا بر روی ورمزیار و پنالتی دوم به خاطر خطا بر روی پرورشخواه اعلام شد منصوریان در ریباند پنالتی دوم ورمزیار موفق به گلزنی شد استقلال به خاطر گل زده در خانه حریف به مرحله بعد صعود کرد |                                                                                 |       | |                                                         |

| ۱۸ آبان ۱۳۷۵ 1/4 نهایی | استقلال تهران | ۱ – ۰ | اورداباسی قزافستان    | تهران                                           |
| ۱۴:۳۰                  | نعمتی‌نژاد ۴۷' | گزارش | آلیخ بیک آسابیایف '۷۳ | ورزشگاه: آزادی تماشاگران: ۵۰٬۰۰۰ داور: خالد دلو |

| ۲۲ آبان ۱۳۷۵ 1/4 نهایی                                                                            | اورداباسی قزافستان                             | ۱ – ۱ | استقلال تهران | تهران                                                 |
|                                                                                                   | سامد دربيزبايف‌ ۱۷' '۴۲ · آلیخ بیک آسابیایف '۵۰ | گزارش | مرفاوی ۷۳'    | ورزشگاه: آزادی تماشاگران: ۳۰٬۰۰۰ داور: تاج الدین فارس |
| یادداشت: طبق توافق حاصل شده بین مسئولان دو باشگاه، بازی برگشت نیز در ورزشگاه آزادی تهران انجام شد |                                                |       |               |                                                       |

| ۴ آذر ۱۳۷۵ نیمه‌نهایی                                                | الهلال عربستان | ۰ – ۰ (۵ – ۴ پنالتی)                                                 | استقلال تهران | ریاض                              |
|                                                                     |                | گزارش                                                                |               | ورزشگاه: ملک فهد تماشاگران: ۴۰۰۰۰ |
|                                                                     | ضربات پنالتی   |                                                                      |               |                                   |
| سیاسیا · الثنیان · العویران · الجمعان · الدوساری · السلومی · الرشید |                | پرورشخواه · اختر · زرینچه · اکبریان · منصوریان · غلامپور · نعمتی‌نژاد |               |                                   |

| ۶ آذر ۱۳۷۵ رده‌بندی                                                                                  | استقلال تهران | ۰ – ۱ | اولسان هیوندای کره‌جنوبی | ریاض             |
| ۱۸:۳۰                                                                                               |               | گزارش | کیم کی‌نام ۸' · ؟؟؟  '۱۵ | ورزشگاه: ملک فهد |
| یادداشت: خطای پنالتی توسط بهزاد غلامپور رخ داد و دروازه‌بان استقلال موفق به مهار این ضربه پنالتی شد. |               |       |                         |                  |

### جام حذفی
| ۱ تیر ۱۳۷۵ ۱/۱۶                                            | استقلال تهران                        | ۱ – ۱ | فجرسپاه ارومیه | تهران                                                 |
|                                                            | مهرانپور ۴۶' · نوری '۳۵ · زرینچه '۶۷ | گزارش | الماسی ۷' '۲۶  | ورزشگاه: آزادی تهران تماشاگران: ۸۰۰۰ داور: سیامک بخشی |
| یادداشت: استقلال در این بازی در غیاب ملی‌پوشان خود بازی کرد |                                      |       |                |                                                       |

| ۱۴ بهمن ۱۳۷۵ ۱/۸ | ماشین‌سازی تبریز | ۰ – ۰ | استقلال تهران | تبریز                                                 |
|                  |                 | گزارش | یزدی  '۸۹     | ورزشگاه: تختی تبریز تماشاگران: ۱۴۰۰۰ داور: جلال مرادی |

| ۳۰ بهمن ۱۳۷۵ ۱/۸ | استقلال تهران                                           | ۳ – ۰ | ماشین‌سازی تبریز                  | تهران                                                          |
|                  | حسن‌زاده ۱۸' · مرفاوی ۶۷' · ورمزیار  '۷۴ · پرورشخواه ۹۰' | گزارش | صابر تقی‌زاده  '۷۶ محمد علوی  '۸۸ | ورزشگاه: آزادی تهران تماشاگران: ۳۵۰۰۰ داور: علی نقی مصطفی نژاد |

| ۲۴ مرداد ۱۳۷۶ ۱/۴ | استقلال تهران                                            | ۰ – ۱ | بهمن کرج                            | تهران                                                   |
| ۱۸:۰۰ | حسن‌زاده  · مهرانپور  · چینی  · مرفاوی  · تیموریان  '۱+۹۰ | گزارش | لطیفی ۸۵' · علی شکرخدا  · شاه‌محمدی  | ورزشگاه: آزادی تهران تماشاگران: ۲۵۰۰۰ داور: مسعود کعبی  |
| یادداشت: در وقت تلف شده نیمه دوم خطای پنالتی بر روی علیرضا اکبرپور رخ داد که سرژیک تیموریان توپ را به تیر دروازه بهمن کرج کوبید |                                                          |       |                                     |                                                         |

### جام صداقت امارات
استقلال در اردیبهشت سال ۱۳۷۶ در یک جام چهارجانبه با اسم صداقت (دوستی) در امارات شرکت کرد که در پایان بازیها پس از انجام سه بازی به مقام دومی دست یافت. در این تورنمنت چهار جانبه چهار تیم استقلال ایران، الاهلی امارات، الهلال سودان و المنصوره مصر حضور داشتند که تیم المنصوره مصر با ۷ امتیاز اول شد و استقلال با ۶ امتیاز دوم شد.

منبع
| ۳ اردیبهشت ۱۳۷۶ ۱ | استقلال تهران        | ۳ – ۱ | الهلال سودان  | دبی، امارات               |
|                   | مرفاوی ۳۵'، ۵۴'، ۸۷' |       | محمد احمد ۴۹' | ورزشگاه: ورزشگاه آل مکتوم |

| ۵ اردیبهشت ۱۳۷۶ ۲ | استقلال تهران | ۱ – ۲ | المنصوره مصر                 | دبی، امارات               |
|                   | مرفاوی ۳۴'    | گزارش | ایمن محب ۳' · یاسر تحسین ۷۵' | ورزشگاه: ورزشگاه آل مکتوم |

| ۷ اردیبهشت ۱۳۷۶ ۳ | استقلال تهران                                | ۴ – ۳ | الاهلی امارات                                    | دبی، امارات               |
|                   | اکبریان ۷'، ۸۵'، ۹۰' · حجازی ۸' · ورمزیار '؟ | گزارش | خالد ساران ۳۰' · سعید معطوف ۵۵' · خالد سادات ۸۶' | ورزشگاه: ورزشگاه آل مکتوم |

### جام نقش جهان اصفهان
| ۱۳ اردیبهشت ۱۳۷۵ ۱ | ذوب‌آهن اصفهان                 | ۱ – ۱ | استقلال تهران | اصفهان                                                    |
|                    | جمشیدیان ۴۷' · حسن استکی  '۸۹ |       | پرورشخواه ۲۷' | ورزشگاه: ۲۲ بهمن تماشاگران: ۱۵۰۰۰ داور: علی نقی مصطفی‌نژاد |

| ۱۵ اردیبهشت ۱۳۷۵ ۲ | پلی‌اکریل اصفهان | ۰ – ۱ | استقلال تهران                                           | اصفهان                                              |
|                    |                 |       | تقوی '۴۲ · نوری '۴۴ · سرخاب ۵۱' · زرینچه '۵۲ · فکری '۸۹ | ورزشگاه: ۲۲ بهمن تماشاگران: ۱۵۰۰۰ داور: احمد ابهران |

| ۱۷ اردیبهشت ۱۳۷۵ ۳ | استقلال تهران             | ۲ – ۱ | توران ترکمنستان                                             | اصفهان                                             |
|                    | مهرانپور ۱۷' · حامی‌فر ۲۵' |       | قربان دوردیف ۲۷' '۵۹ · آرسن بنداساریان '۴۳ · عطا مرادف  '۵۵ | ورزشگاه: ۲۲ بهمن تماشاگران: ۱۰۰۰۰ داور: محمد فنایی |

| ۲۰ اردیبهشت ۱۳۷۵ نیمه نهایی                                                                           | سپاهان اصفهان                                                 | ۱ – ۰ | استقلال تهران | اصفهان                                              |
| | استپانیان  '۳۳ · لوینیان ۳۳' '۶۲ · دهقان  '۵۱ · مومن‌زاده  '۷۹ |       | پاشازاده '۶۴  | ورزشگاه: ۲۲ بهمن تماشاگران: ۳۰۰۰۰ داور: احمد ابهران |
| یادداشت: بهزاد غلامپور ضربه پنالتی استپانیان را مهار کرد ولی در برگشت توپ توسط لوینیان تبدبل به گل شد |                                                               |       |               |                                                     |

| ۲۱ اردیبهشت ۱۳۷۵ رده‌بندی            | پلی‌اکریل اصفهان                 | ۱ – ۱ (۴ – ۳ پنالتی)                             | استقلال تهران          | اصفهان                            |
|                                     | اعتصامی ۱' · کیانوش شیرزادی '۴۹ |                                                  | سهرابی ۷' · خرمگاه '۶۷ | ورزشگاه: ۲۲ بهمن داور: محمد فنایی |
|                                     | ضربات پنالتی                    |                                                  |                        |                                   |
| مومنی · پطروسیان · شیرزادی · مظاهری |                                 | اختر · ذوالمجیدیان · پاشازاده · پرورشخواه · امری |                        |                                   |

منبع

### بازی دوستانه
| ۳۱ تیر ۱۳۷۵ دوستانه ۲ | تیم علوم پزشکی دانشگاه یزد | ۱ – ۱ | استقلال تهران | یزد                     |
|                       | جمشیدیان ۴۷'               |       | غفوریهای اصل  | داور: علی نقی مصطفی‌نژاد |

| ۸ بهمن ۱۳۷۵ دوستانه ۳ | استقلال تهران       | ۲ – ۱ | بانک ملی تهران | تهران                   |
|                       | حسن‌زاده · پرورشخواه |       |                | ورزشگاه: مرغوبکار تهران |

| ۱۸ اسفند ۱۳۷۵ دوستانه ۴ | ابومسلم مشهد | ۰ – ۰ | استقلال تهران | مشهد               |
|                         |              |       |               | ورزشگاه: تختی مشهد |

| ۲۰ اسفند ۱۳۷۵ دوستانه ۵                                                | پیام مقاومت مشهد | ۱ – ۰ | استقلال تهران | مشهد               |
|                                                                        | '۸۰              |       |               | ورزشگاه: تختی مشهد |
| یادداشت: در دقیقه ۸۰ نیما خیراندیش ضربه پنالتی بازیکن پیام را مهار کرد |                  |       |               |                    |

## آمار فصل

### عملکرد کلی تیم در فصل
| عنوان بازیها     | بازی | برد | مساوی | باخت | گل‌زده | گل‌خورده | تفاضل | درصد برد |
| ---------------- | ---- | --- | ----- | ---- | ----- | ------- | ----- | -------- |
| لیگ آزادگان      | ۳۰   | ۱۱  | ۸     | ۱۱   | ۴۱    | ۳۹      | ۲     | ۳۷٪      |
| جام حذفی         | ۵    | ۲   | ۲     | ۱    | ۶     | ۲       | ۴     | ۴۰٪      |
| جام برندگان آسیا | ۶    | ۲   | ۲     | ۲    | ۶     | ۶       | ۰     | ۳۳٪      |
| جمع              | ۴۱   | ۱۵  | ۱۲    | ۱۴   | ۵۴    | ۴۷      | ۷     | ۳۷٪      |

### تعداد بازی
| #  | بازیکن              | مسابقات     | مسابقات  | مسابقات         | جمع |
| #  | بازیکن              | لیگ آزادگان | جام حذفی | جام در جام آسیا | جمع |
| -- | ------------------- | ----------- | -------- | --------------- | --- |
| ۱  | جواد زرینچه         | ۲۶          | ۵        | ۶               | ۳۷  |
| ۲  | بهزاد غلامپور       | ۲۵          | ۴        | ۶               | ۳۵  |
| ۳  | محمد خرمگاه         | ۲۴          | ۳        | ۶               | ۳۳  |
| ۴  | بهروز پرورشخواه     | ۲۴          | ۴        | ۵               | ۳۳  |
| ۵  | صمد مرفاوی          | ۲۴          | ۳        | ۶               | ۳۳  |
| ۶  | صادق ورمزیار        | ۲۶          | ۲        | ۴               | ۳۲  |
| ۷  | ادموند اختر         | ۲۶          | ۲        | ۴               | ۳۱  |
| ۸  | مهدی پاشازاده       | ۲۴          | ۴        | ۳               | ۳۱  |
| ۹  | علی اکبریان         | ۲۲          | ۳        | ۶               | ۳۱  |
| ۱۰ | محمد نوری           | ۱۹          | ۵        | ۶               | ۳۰  |
| ۱۱ | امیر قلعه‌نویی       | ۲۲          | ۱        | ۴               | ۲۷  |
| ۱۲ | محمد تقوی           | ۲۱          | ۲        | ۳               | ۲۶  |
| ۱۳ | محمدرضا مهرانپور    | ۲۱          | ۵        | ۰               | ۲۶  |
| ۱۴ | داریوش یزدی         | ۱۷          | ۴        | ۳               | ۲۴  |
| ۱۵ | علیرضا منصوریان     | ۱۶          | ۰        | ۵               | ۲۱  |
| ۱۶ | رضا حسن‌زاده         | ۱۲          | ۳        | ۱               | ۱۶  |
| ۱۷ | داوود حسینی         | ۱۲          | ۲        | ۰               | ۱۴  |
| ۱۸ | علی حاج‌اکبری        | ۸           | ۲        | ۲               | ۱۲  |
| ۱۹ | آتیلا حجازی         | ۶           | ۱        | ۰               | ۷   |
| ۲۰ | میرشاد ماجدی        | ۵           | ۰        | ۰               | ۵   |
| ۲۱ | محمدعلی یحیوی       | ۴           | ۱        | ۰               | ۵   |
| ۲۲ | مهرداد امین شیرازی  | ۴           | ۰        | ۰               | ۴   |
| ۲۳ | قاسم کشاورز         | ۲           | ۲        | ۰               | ۴   |
| ۲۴ | سیروس نعمتی‌نژاد (۱) | ۰           | ۰        | ۴               | ۴   |
| ۲۵ | نیما خیراندیش       | ۳           | ۰        | ۰               | ۳   |
| ۲۶ | علیرضا اکبرپور (۲)  | ۱           | ۱        | ۰               | ۲   |
| ۲۷ | محمود کریمی         | ۱           | ۱        | ۰               | ۲   |
| ۲۸ | امین راستی (۲)      | ۱           | ۱        | ۰               | ۲   |
| ۲۹ | جاوید شکری (۱)      | ۰           | ۰        | ۲               | ۲   |
| ۳۰ | ابراهیم تهامی (۱)   | ۰           | ۰        | ۲               | ۲   |
| ۳۱ | محمود فکری          | ۰           | ۰        | ۲               | ۲   |
| ۳۲ | مسعود غفوریهای اصل  | ۱           | ۰        | ۰               | ۱   |
| ۳۳ | حمید شرفی           | ۱           | ۰        | ۰               | ۱   |
| ۳۴ | فرهاد مجیدی (۲)     | ۱           | ۰        | ۰               | ۱   |
| ۳۵ | محسن گروسی (۲)      | ۱           | ۰        | ۰               | ۱   |
| ۳۶ | مجید ناظرزاده       | ۰           | ۱        | ۰               | ۱   |
| ۳۷ | احمد کعبیان‌پور (۲)  | ۰           | ۱        | ۰               | ۱   |
| ۳۸ | سرژیک تیموریان (۲)  | ۰           | ۱        | ۰               | ۱   |
| ۳۹ | علی چینی (۲)        | ۰           | ۱        | ۰               | ۱   |
| ۴۰ | فرد ملکیان (۲)      | ۰           | ۱        | ۰               | ۱   |
| ۴۱ | محمود کریمی         | ۰           | ۱        | ۰               | ۱   |
| ۴۲ | محمد مومنی (۱)      | ۰           | ۰        | ۱               | ۱   |

۱- به عنوان بازیکن کمکی در دو بازی مرحله پایانی جام در جام آسیا برای استقلال بازی کردند.
۲- این بازیکنان در فصل ۷۷-۷۶ به استقلال پیوسته‌اند و چون بازیهای فصل ۷۶-۷۵ در تابستان سال ۱۳۷۶ به پایان رسید طبق حکم فدراسیون توانستند در چند بازی پایانی فصل ۷۶-۷۵ بازی کنند.

### جدول گلزنان
| ردیف | گلزنان           | جام آزادکان | جام حذفی | جام برندگان | جمع |
| ---- | ---------------- | ----------- | -------- | ----------- | --- |
| ۱    | صمد مرفاوی       | ۱۳          | ۱        | ۲           | ۱۶  |
| ۲    | علی اکبریان      | ۴           | ۲        | ۰           | ۶   |
| ۳    | علیرضا منصوریان  | ۴           | ۰        | ۱           | ۵   |
| ۴    | مهدی پاشازاده    | ۵           | ۰        | ۰           | ۵   |
| ۵    | ادموند اختر      | ۵           | ۰        | ۰           | ۵   |
| ۶    | محمدرضا مهرانپور | ۳           | ۱        | ۰           | ۴   |
| ۷    | بهروز پرورشخواه  | ۳           | ۱        | ۰           | ۴   |
| ۸    | رضا حسن‌زاده      | ۱           | ۱        | ۰           | ۲   |
| ۹    | صادق ورمزیار     | ۰           | ۰        | ۲           | ۲   |
| ۱۰   | امیر قلعه‌نویی    | ۱           | ۰        | ۰           | ۱   |
| ۱۱   | جواد زرینچه      | ۱           | ۰        | ۰           | ۱   |
| ۱۲   | آتیلا حجازی      | ۱           | ۰        | ۰           | ۱   |
| ۱۳   | سیروس نعمتی‌نژاد  | ۰           | ۰        | ۱           | ۱   |
|      | جمع              | ۴۱          | ۶        | ۶           | ۵۳  |

### عملکرد مربیان
| عنوان بازیها      | بازی | برد | مساوی | باخت | گل‌زده | گل‌خورده | تفاضل | درصد برد |
| ----------------- | ---- | --- | ----- | ---- | ----- | ------- | ----- | -------- |
| منصور پورحیدری    |      |     |       |      |       |         |       |          |
| لیگ آزادگان       | ۱۵   | ۵   | ۶     | ۴    | ۲۱    | ۱۹      | ۲     | ۳۳٪      |
| جام حذفی          | ۲    | ۱   | ۱     | ۰    | ۳     | ۱       | ۲     | ۵۰٪      |
| جام در جام آسیا   | ۴    | ۲   | ۱     | ۱    | ۶     | ۵       | ۱     | ۵۰٪      |
| ناصر حجازی        |      |     |       |      |       |         |       |          |
| لیگ آزادگان       | ۱۵   | ۶   | ۲     | ۷    | ۲۰    | ۲۰      | ۰     | ۴۰٪      |
| جام حذفی          | ۳    | ۱   | ۱     | ۱    | ۳     | ۱       | ۲     | ۳۳٪      |
| جام در جام آسیا   | ۲    | ۰   | ۱     | ۱    | ۰     | ۱       | ۱-    | ۰        |
| جمع عملکرد مربیان |      |     |       |      |       |         |       |          |
| منصور پورحیدری    | ۲۱   | ۸   | ۸     | ۵    | ۳۰    | ۲۵      | ۵     | ۳۸٪      |
| ناصر حجازی        | ۲۰   | ۷   | ۴     | ۹    | ۲۳    | ۲۲      | ۱     | ۳۵٪      |

### کاپیتان‌های فصل
| رده | نام           | جام آزادکان | جام حذفی | جام برندگان | جمع |
| --- | ------------- | ----------- | -------- | ----------- | --- |
| ۱   | امیر قلعه‌نویی | ۲۰          | ۱        | ۴           | ۲۵  |
| ۲   | صادق ورمزیار  | ۸           | ۱        | ۲           | ۱۱  |
| ۳   | جواد زرینچه   | ۲           | ۳        | ۰           | ۵   |

- فقط کاپینانهایی که بازی را شروع کرده‌اند در این جدول قرار گرفته‌اند و کاپیتانهای تعویضی محاسبه نشده‌اند.